# Longowal
Longowal is een nagar panchayat (plaats) in het district Sangrur van de Indiase staat Punjab. 

## Demografie
Volgens de Indiase volkstelling van 2001 wonen er 20.269 mensen in Longowal, waarvan 55% mannelijk en 45% vrouwelijk is. De plaats heeft een alfabetiseringsgraad van 52%. 